# Jan Luca Sennhenn
Jan Luca Sennhenn (* 11. November 2000 in Kassel) ist ein deutscher Eishockeyspieler, der seit seiner Jugendzeit bei den Kölner Haien aus der Deutschen Eishockey Liga (DEL) unter Vertrag steht und dort auf der Position des Verteidigers spielt.

## Karriere

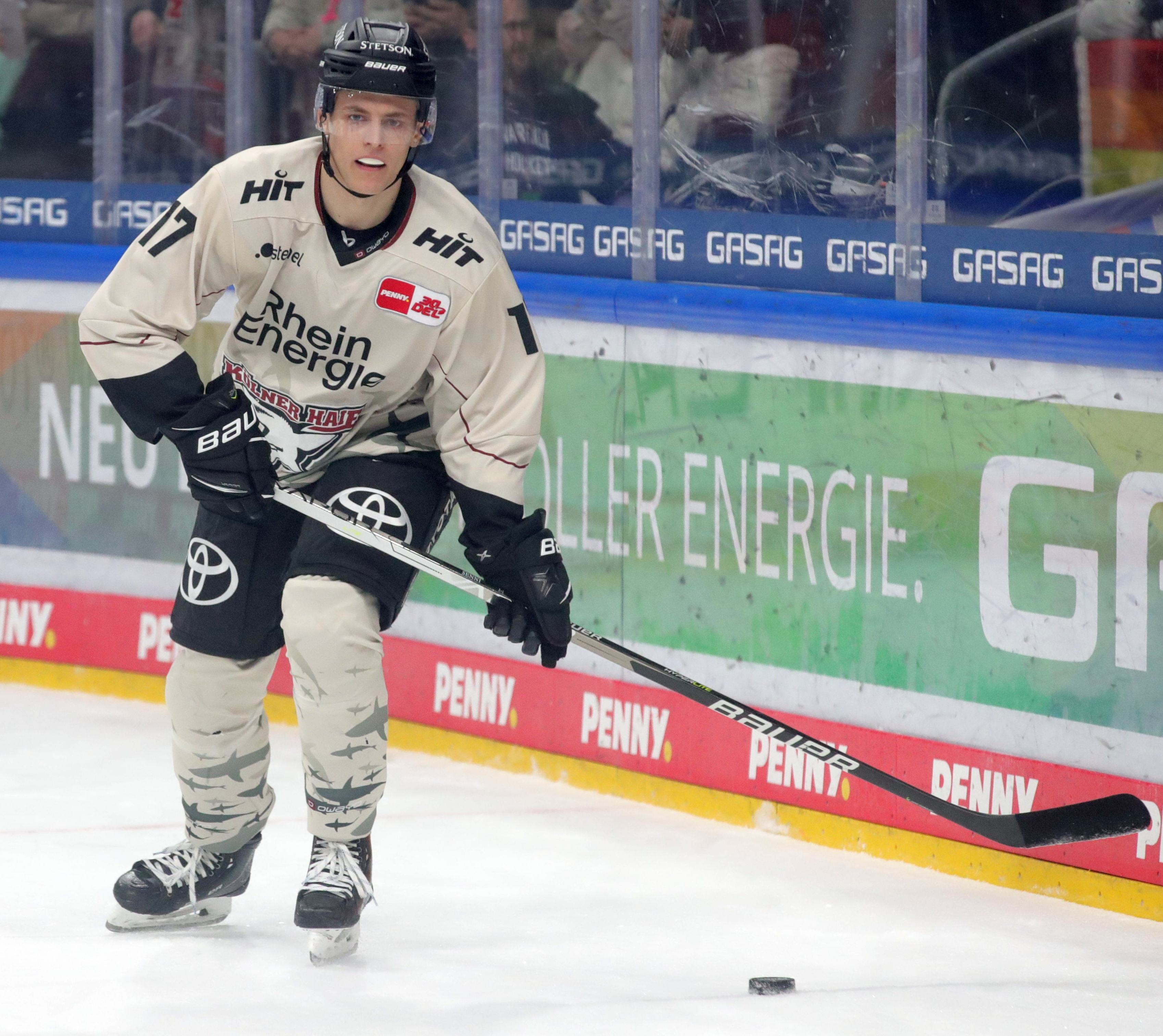
Sennhenn im Trikot der Kölner Haie (2023)

Sennhenn spielte bis zum Sommer 2014 in der Jugend der Kassel Huskies aus seiner Geburtsstadt, ehe er in den Nachwuchs der Kölner Haie wechselte. Dort spielte der Verteidiger – wie schon in seiner letzten Saison in Kassel – in der Schüler-Bundesliga. In dieser Altersklasse gewann er mit den Kölner Junioren gleich in seiner ersten Spielzeit die Meisterschaft. Ab der Saison 2016/17 kam der 15-Jährige für die U19-Mannschaft der Junghaie in der Deutschen Nachwuchsliga (DNL) zum Einsatz. In der DNL verbrachte Sennhenn vier Spielzeiten.
Nachdem der Abwehrspieler bereits in seinem letzten DNL-Jahr ausgestattet mit einer Förderlizenz zu ersten Einsatzminuten im Profibereich beim Kölner Kooperationspartner EC Bad Nauheim in der DEL2 gekommen war, stand er ab der Saison 2020/21 fest im Kader der Kölner Haie in der Deutschen Eishockey Liga (DEL). Zwar kam er weiterhin sporadisch in Bad Nauheim zu Einsätzen, er erkämpfte sich jedoch schnell einen Stammplatz im DEL-Kader der Haie. In den folgenden Jahren etablierte sich Sennhenn im Aufgebot der Rheinländer und bestritt drei Spielzeiten in Folge mindestens 50 Spiele in der Hauptrunde.

### International
Auf internationaler Ebene kam Sennhenn lediglich in der Spielzeit 2018/19 für die U19-Nationalmannschaft des Deutschen Eishockey-Bundes zu vier Einsätzen in Testspielen. Im November 2022 wurde er von Bundestrainer Toni Söderholm erstmals in den Kader der deutschen A-Nationalmannschaft eingeladen, mit dem er in der Folge am Deutschland Cup 2022 teilnahm. Des Weiteren gehörte der Verteidiger in den Vorbereitungsphasen auf die Weltmeisterschaften der Jahre 2023 und 2024 zum Kader des Nationalteams.

## Erfolge und Auszeichnungen
- 2015 Deutscher Schülermeister mit dem Kölner EC
- 2025 Deutscher Vizemeister mit den Kölner Haien

## Karrierestatistik
Stand: Ende der Saison 2024/25
(Legende zur Spielerstatistik: Sp oder GP = absolvierte Spiele; T oder G = erzielte Tore; V oder A = erzielte Assists; Pkt oder Pts = erzielte Scorerpunkte; SM oder PIM = erhaltene Strafminuten; +/− = Plus/Minus-Bilanz; PP = erzielte Überzahltore; SH = erzielte Unterzahltore; GW = erzielte Siegtore; 1 Play-downs/Relegation; Kursiv: Statistik nicht vollständig)